# St. Michaels (Arizona)
St. Michaels (navaho Tsʼíhootso) és una concentració de població designada pel cens dels Estats Units a l'estat d'Arizona. Segons el cens del 2000 tenia 1.295 habitants.

## Demografia
Segons el cens del 2000, St. Michaels tenia 1.295 habitants, 306 habitatges, i 247 famílies La densitat de població era de 130,5 habitants/km².
Dels 306 habitatges en un 50,3% hi vivien nens de menys de 18 anys, en un 49% hi vivien parelles casades, en un 25,8% dones solteres, i en un 19% no eren unitats familiars. En el 13,1% dels habitatges hi vivien persones soles el 3,9% de les quals corresponia a persones de 65 anys o més que vivien soles. El nombre mitjà de persones vivint en cada habitatge era de 3,96 i el nombre mitjà de persones que vivien en cada família era de 4,48.
Per edats la població es repartia de la següent manera: un 40,8% tenia menys de 18 anys, un 10,7% entre 18 i 24, un 24,9% entre 25 i 44, un 17,1% de 45 a 60 i un 6,5% 65 anys o més.
L'edat mediana era de 24 anys. Per cada 100 dones de 18 o més anys hi havia 87,1 homes.
La renda mediana per habitatge era de 34.107 $ i la renda mediana per família de 28.839 $. Els homes tenien una renda mediana de 41.964 $ mentre que les dones 24.531 $. La renda per capita de la població era d'11.572 $. Aproximadament el 20,3% de les famílies i el 22,4% de la població estaven per davall del llindar de pobresa.
El segons el cens dels Estats Units de 2010 el 91,12% dels habitants són nadius americans i el 7,03% blancs.

## Poblacions més properes
El següent diagrama mostra les poblacions més properes.